# Lega Navale Italiana

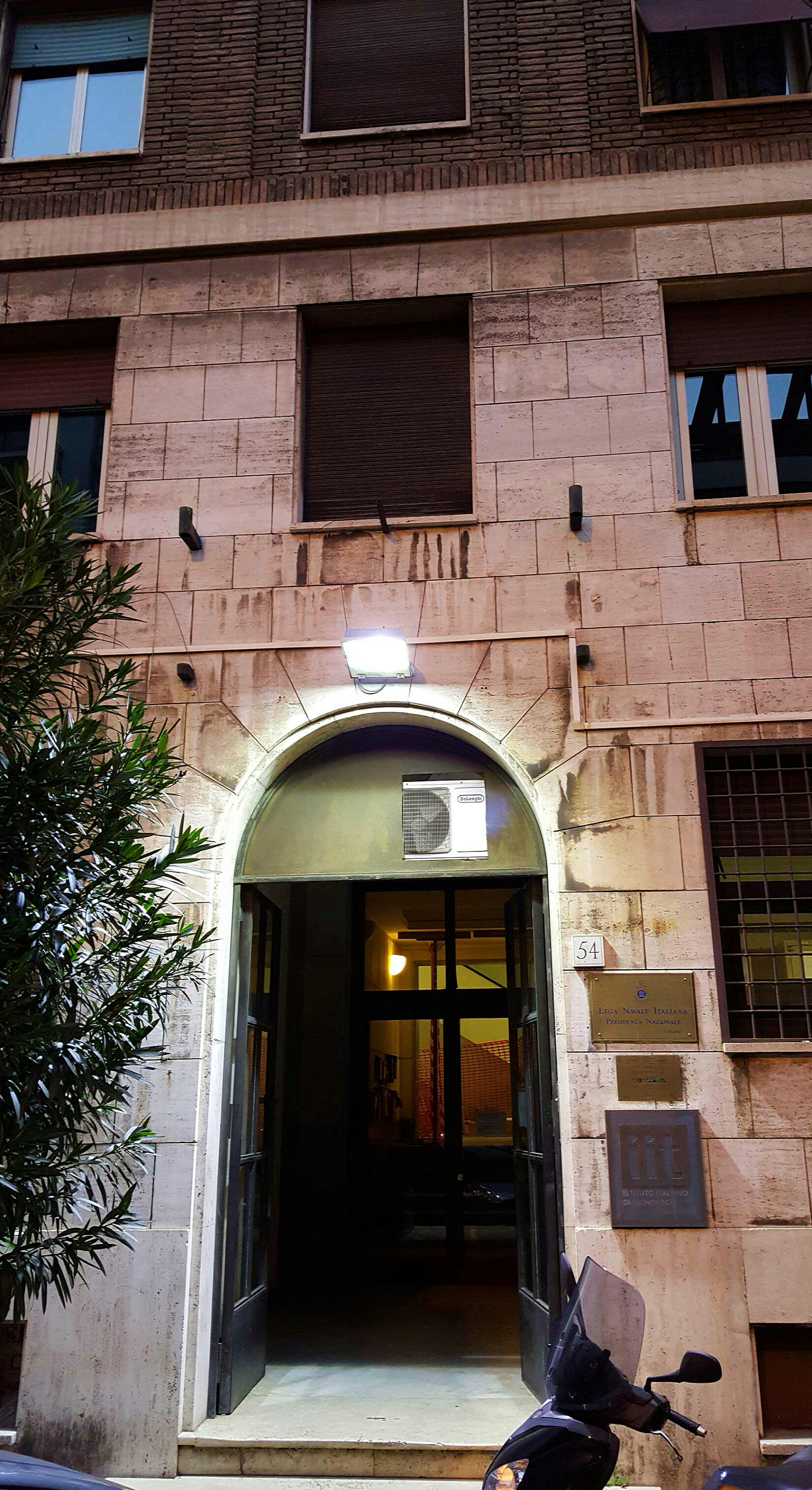
Sitz der Lega Navale Italiana in der Via Guidubaldo del Monte 54 in Rom

Die Lega Navale Italiana (LNI) ist eine italienische Körperschaft des öffentlichen Rechts, die den Zweck hat, das Interesse an der Seefahrt, am Wassersport, am Meeresschutz und allgemein an Themen mit Meeresbezug zu fördern. Die 1897 gegründete LNI hat ihren Sitz in Rom.

## Aktivitäten
Die LNI organisiert Kurse, Seminare und andere Veranstaltungen. Sie vermittelt Fähigkeiten in verschiedenen Wassersportarten und bereitet auf Prüfungen zur Erlangung von Befähigungszertifikaten wie Segelscheinen und Sportbootführerschein vor. Bei der Festlegung von Lehrinhalten und Prüfungsparametern kooperiert sie mit dem Verkehrsministerium und designiert auch Mitglieder von Prüfungsausschüssen. Im Mittelpunkt der sozialen Aktivitäten mit Meeresbezug stehen Jugendliche und Behinderte. Von besonderer Bedeutung ist der Umweltschutz und die Pflege der Seemannskultur. Für bestimmte Veranstaltungen werden der LNI Schulschiffe zur Verfügung gestellt, unter anderem die Amerigo Vespucci.
Die klassischen Aktivitäten eines Flottenvereins, also die Konzentration auf militärische Themen und auf die Interessen der italienischen Marine, stehen heute nicht mehr im Mittelpunkt.
Die LNI arbeitet in ihrem Aufgabenbereich mit der öffentlichen Verwaltung und mit Verbänden des italienischen Olympischen Komitees zusammen. International kooperiert die LNI mit vergleichbaren Organisationen.

## Organisation
Zentrale Organe der LNI sind der nationale Vorstand, die Mitgliederversammlung, der Leitungsbeirat, das Schiedsgericht und ein Aufsichtsgremium. Der Vorsitzende ernennt sogenannte „regionale Delegierte“, die ihn in den Regionen Italiens vertreten. In den Regionen gibt es insgesamt 250 Sektionen oder andere Außenstellen mit insgesamt rund 60.000 Mitgliedern. Dem nationalen Vorsitzenden unterstehen drei nationale Ausbildungszentren in Sabaudia (beim Rudersportzentrum der Marine), am Lido delle Nazioni bei Ferrara sowie in Tarent (bei der Unteroffizierschule der Marine). Die LNI unterhält einige Studienzentren, von denen das zur Seemannskultur mit Sitz in Neapel besondere Bedeutung hat.
Die LNI wird von den Ministerien für Verteidigung und Verkehr beaufsichtigt und vom Rechnungshof kontrolliert.

## Geschichte
Der Vorschlag zur Gründung der Lega Navale Italiana kam 1894 von dem Lehrer, Journalisten, Schriftsteller, Marinehistoriker und ehemaligen Marineoffizier Augusto Vittorio Vecchi, auch bekannt unter dem Pseudonym Jack La Bolina. Vecchi hatte 1880 in Genua den Regio Yacht Club Italiano gegründet. Mit einigen Gleichgesinnten gründete er am 2. Juni 1897 in La Spezia das Zentralkomitee der LNI und kurz danach die Zeitschrift Lega Navale. Zwei Jahre später genehmigte die erste Mitgliederversammlung das Statut der Organisation, zum LNI-Vorsitzenden wurde der Konteradmiral Emilio Renaud di Falicon ernannt, Generalsekretär wurde der Kapitänleutnant Gaetano Limo. Erste LNI-Sektionen entstanden in Mailand, Rom und Venedig. Im Jahr 1903 zogen die zentralen Organe der LNI von La Spezia nach Rom.
Anfang der 1930er Jahre war die LNI maßgeblich an der Planung und Realisierung des Monumento al Marinaio d’Italia in Brindisi beteiligt. Etliche andere Monumente gehen ebenfalls auf Initiativen der LNI zurück. Unter der Schirmherrschaft der LNI segelten Mitglieder 1938 um die Welt, 1949 von Rapallo nach New York City und 1954 nach Buenos Aires. Im Jahr 1972 organisierte die Sektion Mailand die Teilnahme an der Observer Singlehanded Transatlantic Race. Im folgenden Jahr verließ der Motorsegler San Giuseppe Due mit dem LNI-Stander Anzio in Richtung Antarktis für eine wissenschaftliche Expedition unter Giovanni Ajmone Cat. Zwei LNI-Yachten nahmen 1973 an der ersten Whitbread Round the World Race teil. In den folgenden Jahrzehnten wurden etliche LNI-Mitglieder bei Segelsport- und Wassersport-Wettbewerben ausgezeichnet.
Im Jahr 1975 erfolgte die Umwandlung der LNI von einer Körperschaft des privaten in eine des öffentlichen Rechts. Am 2. Juni 1997 feierte die LNI ihr einhundertjähriges Bestehen. Mit einem Dekret vom 17. Dezember 2001 erkannte das Umweltministerium die LNI als Umweltschutzorganisation an, am 4. April 2002 erfolgte durch das Arbeits- und Sozialministerium die Registrierung als gemeinnützige Organisation. Im Jahr 2003 genehmigten die Ministerien für Verteidigung und Verkehr das neue Statut.